# Amygdalus bucharica
Amygdalus bucharica là loài thực vật có hoa trong họ Hoa hồng. Loài này được Korsh. mô tả khoa học đầu tiên.